# 岩田研一
岩田 研一（いわた けんいち、1955年（昭和30年）8月4日 - ）は、日本の実業家。三菱地所ビルマネジメント、三菱地所プロパティマネジメント、横浜スカイビルの社長、丸の内商店会会長等を歴任した。

## 人物・経歴
北海道函館市出身。1年間の大学受験浪人生活を経て、1979年小樽商科大学商学部卒業。大学ではラグビー部キャプテンを務めた。大学卒業後、三菱地所入社。1998年企画部副長。2000年経営企画部副長。2004年休職し東北ロイヤルパークホテル社長に就任。2006年ビル事業本部ビル営業部長。2007年ビル営業部長。2008年リーシング営業部長。
2009年執行役員リーシング営業部長。2010年執行役員ビル営業部長。2011年執行役員兼三菱地所ビルマネジメント代表取締役社長。2013年常務執行役員兼三菱地所ビルマネジメント代表取締役社長。2014年常務執行役員兼三菱地所プロパティマネジメント代表取締役社長。
2015年常務執行役員（大阪支店担当）。2016年執行役専務（関西支店担当）。この間、丸の内商店会会長、大阪ビルディング協会理事、金融庁企業会計審議会専門委員等も務めた。また、ラグビー普及活動にも従事し、2019年にはラグビーワールドカップ2019を控えた神戸市役所に、500個のラグビーボールを寄贈するなどした。2020年横浜スカイビル代表取締役社長。趣味は映画鑑賞。

## 著書
- 『「ビル」を街ごとプロデュース プロパティマネジメントが、ビルに力を与える』ダイヤモンド社、2015年3月。ISBN 978-4478083673。